# Viola guadalupensis
Viola guadalupensis A.M.Powell & Wauer – gatunek roślin z rodziny fiołkowatych (Violaceae). Występuje endemicznie w Stanach Zjednoczonych – we wschodniej części Guadalupe Mountains w stanie Teksas. 

## Morfologia
PokrójBylina dorastająca do 10 cm wysokości, tworzy kłącza.
LiścieBlaszka liściowa ma owalny, owalnie deltoidalny lub owalnie lancetowaty kształt. Mierzy 1,2–2,4 cm długości oraz 0,7–1,3 cm szerokości, jest niemal całobrzega lub karbowana na brzegu, ma nasadę od ściętej do klinowej i tępy wierzchołek. Ogonek liściowy jest nagi i ma 2–6 cm długości. Przylistki są od  owalnie lancetowatych do podługowato-lancetowatych lub równowąskich.
KwiatyPojedyncze, wyrastające z kątów pędów. Mają działki kielicha o równowąsko lancetowatym lub równowąskim kształcie. Płatki są odwrotnie jajowate i mają żółtą barwę, dolny płatek jest odwrotnie jajowaty, mierzy 7-11 mm długości, posiada obłą ostrogę o długości 1 mm.
OwoceTorebki mierzące 3-5 mm długości, o jajowatym kształcie.

## Biologia i ekologia
Rośnie na skarpach i terenach skalistych. Występuje na wysokości około 2600 m n.p.m.